# Norwegischer Fußballpokal der Männer 1968
Der norwegische Fußballpokal 1968 (kurz auch NM-Cup 1968 genannt) war die 63. Austragung des Fußballpokalwettbewerbs der Männer. Pokalsieger wurde Titelverteidiger SFK Lyn Oslo. Das Team setzte sich im Finale gegen Mjøndalen IF durch. Lyn sicherte sich kurz zuvor schon den Meistertitel und startete deshalb im Europapokal der Landesmeister. Der Startplatz für den Europapokal der Pokalsieger 1969/70 ging dadurch an den unterlegenen Pokalfinalisten.

## 1. Runde
| Datum      |                       | Ergebnis  |                      |
| ---------- | --------------------- | --------- | -------------------- |
| 30.05.1968 | Askim FK              | 1:2       | SFK Lyn Oslo         |
|            | SFK Bodø-Glimt        | 2:1 n. V. | Alta IF              |
|            | Brann Bergen          | 3:1       | Ny-Krohnborg IL      |
|            | Brekstad BK           | 1:2       | Strinda IL           |
|            | Brevik IL             | 3:4       | FK Jerv              |
|            | Bryne FK              | 2:0       | FK Vidar             |
|            | Clausenengen FK       | 1:0       | Kristiansund FK      |
|            | Eid IL                | 1:4       | SK Herd              |
|            | Eik IF                | 0:1       | Larvik Turn          |
|            | SK Falken             | 7:0       | Løkken IF            |
|            | Fram Larvik           | 9:1       | Risør FK             |
|            | Fredrikstad FK        | 1:1 n. V. | Borgen IL            |
|            | FK Fremad Lillehammer | 2:0       | SK Mesna             |
|            | Frigg Oslo FK         | 5:0       | Eidsvold Turn        |
|            | IK Grane Arendal      | 0:2       | Gvarv IL             |
|            | Greåker IF            | 0:0 n. V. | Lisleby FK           |
|            | Halsen IF             | 1:3       | Odds BK              |
|            | Hamar IL              | 0:1       | Kapp IF              |
|            | Harstad IL            | 1:2 n. V. | FK Mjølner           |
|            | Hasle-Løren IL        | 0:2       | Mjøndalen IF         |
|            | SK Haugar             | 6:0       | Randaberg IL         |
|            | Heddal IL             | 2:1       | SK Snøgg             |
|            | IL Hødd               | 0:1       | Skarbøvik IF         |
|            | SK Jarl               | 1:6       | Flekkefjord FK       |
|            | Klepp IL              | 3:1       | Viking Stavanger     |
|            | Kløfta IL             | 0:4       | Aurskog IL           |
|            | Langevåg IL           | 4:4 n. V. | Åndalsnes IF         |
|            | IF Liv                | 3:1       | FK Gjøvik Lyn        |
|            | Mo IL                 | 2:1       | IL Stålkameratene    |
|            | Neset FK              | 1:2       | Steinkjer FK         |
|            | SK Nessegutten        | 4:4 n. V. | Namsos IL            |
|            | Nordnes IL            | 0:0 n. V. | Årstad IL            |
|            | Odda IL               | 1:4       | SK Baune             |
|            | Os TF                 | 3:0       | Nymark IL            |
|            | IF Pors               | 1:0 n. V. | IL Runar Sandefjord  |
|            | SK Rapid Moss         | 2:2 n. V. | Sagene IF            |
|            | Raufoss IL            | 4:1       | Stange SK            |
|            | IF Ready              | 1:3       | Skeid Oslo           |
|            | Redalen IL            | 0:2       | Ham-Kam              |
|            | Rindal IL             | 2:3       | FK Kvik Trondheim    |
|            | Rosenborg Trondheim   | 9:1       | Hasselvika IL        |
|            | Røros IL              | 1:2 n. V. | Nidelv IL            |
|            | Selbak TIF            | 4:1 n. V. | FK Ørn               |
|            | Skotterud IL          | 3:2       | Lillestrøm SK        |
|            | Slemmestad IF         | 0:2       | SBK Drafn            |
|            | Sogndal IL            | 3:0       | IL Jotun             |
|            | FK Sparta Sarpsborg   | 1:2       | Sarpsborg FK         |
|            | Spjelkjavik IL        | 2:2 n. V. | Molde FK             |
|            | Stabæk IF             | 3:2       | Østsiden IL          |
|            | SK Stag               | 3:1       | Svelvik IF           |
|            | Start Kristiansand    | 4:0       | FK Mandalskameratene |
|            | Stavanger IF          | 0:1       | SK Vard Haugesund    |
|            | Strømmen IF           | 3:2       | Grue IL              |
|            | Strømsgodset IF       | 7:3       | IL Liull             |
|            | IL Sørfjell           | 2:1       | Rygene IL            |
|            | SK Ulf                | 2:0       | FK Donn              |
|            | Urædd FK              | 0:1       | Sandefjord BK        |
|            | IL Varegg             | 1:0       | Arna TIL             |
|            | Velledalen/Ringen FL  | 2:2 n. V. | Aalesunds FK         |
|            | Verdal IL             | 3:2       | IL Sverre            |
|            | Vindbjart FK          | 1:2       | FK Vigør             |
|            | Vålerenga Oslo        | 3:0       | Rosenhoff IL         |
|            | Ålgård FK             | 3:1       | Buøy IL              |
|            | Åssiden IF            | 0:2       | Moss FK              |

### Wiederholungsspiele
| Datum      |              | Ergebnis  |                      |
| ---------- | ------------ | --------- | -------------------- |
| 06.06.1968 | Borgen IL    | 1:4       | Fredrikstad FK       |
|            | Lisleby FK   | 2:1       | Greåker IF           |
|            | Molde FK     | 3:0       | Spjelkjavik IL       |
|            | Namsos IL    | 1:2 n. V. | SK Nessegutten       |
|            | Sagene IF    | 5:2       | SK Rapid Mo          |
|            | Aalesunds FK | 2:0       | Velledalen/Ringen FL |
|            | Åndalsnes IF | 0:1       | Langevåg IL          |
|            | Årstad IL    | 6:1       | Nordnes IL           |

## 2. Runde
| Datum      |                   | Ergebnis  |                       |
| ---------- | ----------------- | --------- | --------------------- |
| 12.06.1968 | Odds BK           | 0:1       | Heddal IL             |
| 18.06.1968 | SFK Lyn Oslo      | 11:00     | IF Liv                |
| ??.06.1968 | Aurskog IL        | 6:1       | Skotterud IL          |
|            | SK Baune          | 2:3       | SK Haugar             |
|            | Bryne FK          | 5:3       | Klepp IL              |
|            | SBK Drafn         | 4:1       | SK Stag               |
|            | Flekkefjord FK    | 3:0       | Ålgård FK             |
|            | Gvarv IL          | 2:0       | IF Pors               |
|            | Ham-Kam           | 3:1       | FK Fremad Lillehammer |
|            | FK Jerv           | 3:6       | Start Kristiansand    |
|            | Kapp IF           | 0:5       | Raufoss IL            |
|            | FK Kvik Trondheim | 1:1 n. V. | Verdal IL             |
|            | Larvik Turn       | 1:4       | Strømsgodset IF       |
|            | Lisleby FK        | 2:1       | Frigg Oslo FK         |
|            | FK Mjølner        | 3:1       | SK Falken             |
|            | Mjøndalen IF      | 3:2       | Fram Larvik           |
|            | Mo IL             | 1:2       | SFK Bodø-Glimt        |
|            | Molde FK          | 3:0       | SK Herd               |
|            | Moss FK           | 5:1       | Stabæk IF             |
|            | Nidelv IL         | 0:1       | Clausenengen FK       |
|            | Sagene IF         | 2:5 n. V. | Fredrikstad FK        |
|            | Sandefjord BK     | 0:3       | Vålerenga Oslo        |
|            | Sarpsborg FK      | 0:1       | Strømmen IF           |
|            | Skarbøvik IF      | 1:2       | Sogndal IL            |
|            | Skeid Oslo        | 3:2       | Selbak TIF            |
|            | Steinkjer FK      | 2:1       | SK Nessegutten        |
|            | SK Ulf            | 1:0       | Os TF                 |
|            | SK Vard Haugesund | 2:1       | IL Varegg             |
|            | FK Vigør          | 4:1       | IL Sørfjell           |
|            | Aalesunds FK      | 1:1 n. V. | Langevåg IL           |
| 24.06.1968 | Strinda IL        | 0:7       | Rosenborg Trondheim   |
| 26.06.1968 | Årstad IL         | 2:3       | Brann Bergen          |

### Wiederholungsspiele
| Datum      |                   | Ergebnis  |                   |
| ---------- | ----------------- | --------- | ----------------- |
| 23.06.1968 | Langevåg IL       | 0:3       | Aalesunds FK      |
|            | Verdal IL         | 2:2 n. V. | FK Kvik Trondheim |
|            | FK Kvik Trondheim | 1:1 n. V. | Verdal IL         |
|            | Verdal IL         | 2:1       | FK Kvik Trondheim |

## 3. Runde
| Datum      |                     | Ergebnis  |                   |
| ---------- | ------------------- | --------- | ----------------- |
| 30.06.1968 | Brann Bergen        | 2:2 n. V. | FK Vigør          |
|            | SK Ulf              | 0:0 n. V. | SK Vard Haugesund |
|            | Heddal IL           | 1:4       | SFK Lyn Oslo      |
|            | Start Kristiansand  | 0:1       | Flekkefjord FK    |
|            | Verdal IL           | 0:1       | Aurskog IL        |
|            | Fredrikstad FK      | 6:1       | Gvarv IL          |
|            | Aalesunds FK        | 0:1       | Molde FK          |
|            | SK Haugar           | 0:1       | Bryne FK          |
|            | Clausenengen FK     | 0:4       | Ham-Kam           |
|            | Vålerenga Oslo      | 5:1       | SBK Drafn         |
|            | Sogndal IL          | 1:2       | Mjøndalen IF      |
|            | Strømmen IF         | 4:1       | Skeid Oslo        |
|            | Rosenborg Trondheim | 4:1       | FK Mjølner        |
|            | Strømsgodset IF     | 0:2       | Moss FK           |
|            | Raufoss IL          | 2:0       | Lisleby FK        |
| 07.07.1968 | SFK Bodø-Glimt      | 1:2       | Steinkjer FK      |

### Wiederholungsspiele
| Datum      |                   | Ergebnis |              |
| ---------- | ----------------- | -------- | ------------ |
| 04.07.1968 | SK Vard Haugesund | 0:4      | SK Ulf       |
| 07.07.1968 | FK Vigør          | 1:3      | Brann Bergen |

## 4. Runde
| Datum      |              | Ergebnis  |                     |
| ---------- | ------------ | --------- | ------------------- |
| 04.08.1968 | SFK Lyn Oslo | 9:0       | Flekkefjord FK      |
|            | Moss FK      | 2:1       | Raufoss IL          |
|            | Aurskog IL   | 0:2       | Fredrikstad FK      |
|            | Ham-Kam      | 0:7       | Vålerenga Oslo      |
|            | Molde FK     | 3:0       | Bryne FK            |
|            | Brann Bergen | 2:1       | SK Ulf              |
|            | Mjøndalen IF | 2:2 n. V. | Strømmen IF         |
|            | Steinkjer FK | 2:6       | Rosenborg Trondheim |

### Wiederholungsspiel
| Datum      |             | Ergebnis |              |
| ---------- | ----------- | -------- | ------------ |
| 11.08.1968 | Strømmen IF | 1:4      | Mjøndalen IF |

## Viertelfinale
| Datum      |                     | Ergebnis |              |
| ---------- | ------------------- | -------- | ------------ |
| 01.09.1968 | Fredrikstad FK      | 4:3      | Molde FK     |
|            | Rosenborg Trondheim | 4:2      | Moss FK      |
|            | Brann Bergen        | 1:4      | SFK Lyn Oslo |
|            | Vålerenga Oslo      | 1:2      | Mjøndalen IF |

## Halbfinale
| Datum      |              | Ergebnis |                     |
| ---------- | ------------ | -------- | ------------------- |
| 29.09.1968 | Mjøndalen IF | 2:1      | Rosenborg Trondheim |
|            | SFK Lyn Oslo | 4:1      | Fredrikstad FK      |

## Finale
| SFK Lyn Oslo                                | SFK Lyn Oslo | Mjøndalen IF | Mjøndalen IF |
| ------------------------------------------- | --- | --- | ------------ |
| SFK Lyn Oslo                                | \| Finale \| \| 27. Oktober 1968 in Oslo (Ullevaal-Stadion) \| \| Ergebnis: 3:0 (1:0) \| \| Zuschauer: 21.101 \| \| Schiedsrichter: Henry Øberg \| \| Spielbericht \|                                  | \| Finale \| \| 27. Oktober 1968 in Oslo (Ullevaal-Stadion) \| \| Ergebnis: 3:0 (1:0) \| \| Zuschauer: 21.101 \| \| Schiedsrichter: Henry Øberg \| \| Spielbericht \|                     | Mjøndalen IF |
| SFK Lyn Oslo                                | Svein Bjørn Olsen – Jan Rodvang, Helge Østvold, Andreas Morisbak, Knut Kolle – Knut Berg, Karl Johan Johannessen – Jan Berg, Harald Berg, Ola Dybwad Olsen, Jon Palmer Austnes Cheftrainer: Knut Osnes | Jan Erik Larsen – Ole Christian Olsen, Hans Jørgen Jensrud, Thorbjørn Loe, Terje Svendsen – John Olsen, Brede Skistad, Asbjørn Kristiansen – Boye Skistad, Jan Erik Holmen, Per Rygsæther | Mjøndalen IF |
| SFK Lyn Oslo                                | 1:0 Ola Dybwad Olsen (39.) 2:0 Jan Berg (81.) 3:0 Harald Berg (89.) | | Mjøndalen IF |
| Finale                                      | | |              |
| 27. Oktober 1968 in Oslo (Ullevaal-Stadion) | | |              |
| Ergebnis: 3:0 (1:0)                         | | |              |
| Zuschauer: 21.101                           | | |              |
| Schiedsrichter: Henry Øberg                 | | |              |
| Spielbericht                                | | |              |